# Olga Aleksandrowa
Olga Aleksandrowa, ukr. Ольга Александрова (ur. 28 stycznia 1978) – ukraińska szachistka, reprezentantka Hiszpanii od 2009, arcymistrzyni od 1999, posiadaczka męskiego tytułu mistrza międzynarodowego od 2001 roku.

## Kariera szachowa
Pierwsze sukcesy na arenie międzynarodowej zaczęła odnosić w połowie lat 90. XX wieku. W 1996 podzieliła II m. (za Tatjaną Szadriną, wspólnie z Iriną Umańską) w kołowym turnieju w Moskwie, natomiast w 1997 zwyciężyła w otwartym turnieju we Frýdku-Místku. W 2001 zakwalifikowała się do pucharowego turnieju o mistrzostwo świata, w I rundzie przegrywając z Jeleną Sediną. W 2002 dwukrotnie podzieliła I m. turniejach rozgrywanych w Ałuszcie, a w 2003 w tym samym mieście zajęła III m. (za Aleksandrem Potapowem i Ołeksandrem Morozem). W 2004 zdobyła tytuł indywidualnej mistrzyni Ukrainy oraz po raz drugi w karierze wystąpiła w turnieju o mistrzostwo świata, awansując do II rundy (w której przegrała z Jekatieriną Kowalewską, wcześniej eliminując Anę Matnadze). W 2006 zajęła III m. w Pampelunie. W 2011 zdobyła brązowy medal w otwartym finale indywidualnych mistrzostw Hiszpanii, natomiast w 2013 zdobyła w Linares tytuł indywidualnej mistrzyni kraju.
Reprezentowała Ukrainę i Hiszpanię w rozgrywkach drużynowych, między innymi dwukrotnie na olimpiadach szachowych (w latach 2004, 2012) oraz dwukrotnie na drużynowych mistrzostwach Europy (w latach 2011, 2013).
Najwyższy wynik rankingowy w dotychczasowej karierze osiągnęła 1 stycznia 2003; mając 2462 punktów, zajmowała wówczas 15. miejsce na światowej liście FIDE (jednocześnie zajmując pierwsze miejsce wśród ukraińskich szachistek).